# Romuald Joubé
Romuald Joubé, né le 20 juin 1876 à Mazères en Ariège et mort le 14 septembre 1949 à Gisors dans l'Eure, est un acteur français.

## Biographie
Romuald Joubé était connu à Saint-Gaudens où vivait une partie de sa famille. Il y avait été élève au collège et y résida entre les deux grandes guerres.
Il était le fils aîné de Gabriel Joube, maréchal des logis en fonction à sa naissance dans la localité de Mazères, et de Françoise Payrau, dont les parents étaient originaires de Saint-Gaudens. En 1906, lui-même épousa une jeune fille issue d'une famille commingeoise, Marthe Cassagne. De cette union naquit une petite Gabrielle qu'il surnomma « Riella »
Il fit ensuite des études à Toulouse d'abord à l'école des Beaux-arts, puis changea d'orientation, après avoir assisté à une représentation d'Hernani au théâtre du Capitole. Il suivit les cours du Conservatoire, obtint en 1894, à 18 ans, un premier prix de tragédie dans Ruy Blas.

## Filmographie
- 1910 : Shylock, le marchand de Venise de Henri Desfontaines
- 1910 : Polyeucte de Camille de Morlhon
- 1911 : Philémon et Baucis de Georges Denola : Philémon
- 1911 : Le Roman de la momie d'Albert Capellani
- 1911 : Milton de Henri Desfontaines
- 1911 : La Mégère apprivoisée de Henri Desfontaines
- 1911 : Le Colonel Chabert de Henri Pouctal et André Calmettes d'après le roman d'Honoré de Balzac : le rôle de Hyacinthe Chabert
- 1912 : Britannicus (it) de Camille de Morlhon : Britannicus
- 1912 : Antar, une production SCAGL de[Qui ?]
- 1912 : Parmi les pierres de Adrien Caillard : Gottligk
- 1913 : Sublime Amour de Henri Desfontaines
- 1913 : Marie Tudor d'Albert Capellani: Gilbert
- 1913 : Serge Panine de Henri Pouctal
- 1913 : L'avocate de Gaston Ravel
- 1913 : La Carabine de la mort de Henri Desfontaines
- 1913 : Le Baiser suprême de[Qui ?] une production Pathé
- 1913 : Larron d'honneur de[Qui ?] une production Pathé
- 1914 : La Reine Margot de Henri Desfontaines
- 1914 : Les Deux Gosses d'Albert Capellani
- 1915 : Pêcheur d'Islande de Henri Pouctal
- 1915 : Amour sacré de Dominique Bernard-Deschamps
- 1916 : La Forêt qui écoute de Henri Desfontaines
- 1916 : Le Dernier Rêve de Henri Desfontaines
- 1917 : Les Frères corses d'André Antoine
- 1917 : L'Arriviste de Gaston Leprieur : L'inconnu
- 1917 : Le Coupable d'André Antoine
- 1918 : Les Travailleurs de la mer d'André Antoine
- 1918 : Simone de Camille de Morlhon
- 1918 : André Cornélis de Jean Kemm et Georges Denola
- 1919 : Sublime offrande de Maurice Landay
- 1919 : La Faute d'Odette Maréchal de Henry Roussell
- 1919 : J'accuse d'Abel Gance : Jean Diaz
- 1920 : Mademoiselle de La Seiglière d'André Antoine
- 1921 : Mathias Sandorf de Henri Fescourt : Mathias Sandorf
- 1921 : Fleur des neiges de Paul Barlatier
- 1921 : L'Énigme de Jean Kemm
- 1922 : Le Diamant noir de André Hugon : Monsieur de Fresnay
- 1922 : La Fille sauvage de Henri Étiévant : Renaud Raigice
- 1923 : Rouletabille chez les bohémiens de Henri Fescourt : Andréa
- 1924 : Mandrin de Henri Fescourt : Mandrin
- 1924 : Le Miracle des loups de Raymond Bernard : Le chevalier Robert Cottereau - "Version sonorisée en 1930"
- 1925 : La Fanciulla di Pompei - La madone du rosaire de Giulio Antamoro
- 1925 : La cieca di Sorrento de Giulio Antamoro
- 1926 : La Chèvre aux pieds d'or de Jacques Robert
- 1927 : Princesse Masha de René Leprince
- 1927 : Frate Francesco de Giulio Antamoro
- 1927 : Le Manoir de la peur d'Alfred Machin et Henry Wulschleger : l'Étranger
- 1937 : Les Perles de la couronne de Sacha Guitry et Christian-Jaque : Clouet
- 1938 : J'accuse d'Abel Gance
- 1942 : Andorra ou les Hommes d'airain de Émile Couzinet : Joan Xiriball
- 1943 : Le Chant de l'exilé d'André Hugon : Pedro Etcheverry
- 1943 : Le Brigand gentilhomme de Émile Couzinet : Don Ruiz de Torilhas

## Théâtre
- 1909 : Beethoven de René Fauchois, mise en scène André Antoine, Théâtre de l'Odéon
- 1910 : Coriolan de William Shakespeare, mise en scène André Antoine, Théâtre de l'Odéon
- 1910 : Chantecler de Edmond Rostand, Théâtre de la Porte-Saint-Martin (où il reprend le rôle abandonné par Lucien Guitry)
- 1912 : Troïlus et Cressida de William Shakespeare, mise en scène André Antoine, Théâtre de l'Odéon
- 1912 : Faust de Johann Wolfgang von Goethe, mise en scène André Antoine, Théâtre de l'Odéon
- 1922 : Les Phéniciennes de Georges Rivollet, Comédie-Française
- 1922 : Andromaque de Jean Racine, Comédie-Française : Oreste
- 1929 : Histoires de France de Sacha Guitry, mise en scène de l'auteur, Théâtre Pigalle
- 1931 : Frans Hals ou L'Admiration de Sacha Guitry, Théâtre de la Madeleine
- 1932 : Cyrano de Bergerac d'Edmond Rostand, Théâtre antique de Vaison la Romaine
- 1943 : Le Pavillon d'Asnières de Charles Méré d'après Georges Simenon, mise en scène Robert Ancelin, Théâtre de la Porte-Saint-Martin